# 幽居寺塔
幽居寺塔位于中国河北省石家庄市灵寿县寨头乡砂子洞村，2001年被列为第五批全国重点文物保护单位。
幽居寺始建于北齐天保七年（556年），原称“祁林院”，清代寺毁，仅存唐塔一座。幽居寺塔为七级密檐式砖塔，平面呈方形，高23米，塔内有北齐佛像三尊。